# Ponte romano di Mantible
Il ponte romano di Mantible o di Assa è situato sul fiume Ebro tra il quartiere di El Cortijo di Logroño (La Rioja) e la località di Assa nel comune di Lanciego (Álava) in Spagna.
È lungo 164 metri, con una larghezza di 5 metri e con un'altezza massima di 30 metri. Era formato da sei archi circolari (fino a uno studio realizzato nel 2018 dall'architetto Manuel Fortea destinato a determinare il suo stato di conservazione, si riteneva che ne avesse sette). Rimane in piedi solo un arco, quello della riva alavesa, dei due che esistevano quando si realizzò lo studio, e ci sono pochi resti dei pilastri rimanenti. Nell'arco che ancora rimane in piede si può osservare l'eccellente muratura di pietra che si utilizzò nella sua costruzione.
La sua costruzione risale alla prima metà del II secolo, durante l'epoca imperiale romana ed è stato catalogato come tale, anche se in studi recenti si trova l'origine della sua costruzione nel XI secolo, classificandolo come ponte romanico sulla base della sua grande similarità al ponte navarro "Puente la Reina" anch'esso risalente al XI secolo. Entrambi sarebbero stati costruiti per unire le due città più importanti del regno di Nájera-Pamplona, ossia, Nájera e Pamplona. Non si è a conoscenza della data nella quale ha smesso di essere utilizzato. È stato documentato però che alla metà del XVI secolo già non era più in funzione. 
È stato dichiarato Bene di Interesse Culturale nella categoria di monumento nazionale nel 1983.

## Localizzazione
Questo ponte si trova al confine delle province di La Rioja e Álava e attraversa il fiume Ebro. Si trova anche tra due strade romane principali, Caesaraugusta-Virovesca e Virovesca-Pompaelo, con le quali apparentemente non è collegato.

## Caratteristiche strutturali
Per quanto riguarda le sue caratteristiche, Manuel A. Martín Buono e José Gabriel Moya Valgañon dopo uno studio dettagliato del terreno dove si trovano i resti del ponte, arrivano alla conclusione che questo ponte era costituito da sette archi, sostenuti da sei pilastri rettangolari con speroni e tagliacque, più i due accessi a terra sulle sponde. Tuttavia uno studio successivo, realizzato nel 2018 da Manuel Fortea dell'impresa Vault Zafra, determinò che la sua struttura era formata da sei archi.
In merito alla sua altezza, vediamo che il ponte Mantible non presenta un'altezza uniforme e un piano orizzontale, bensì un piano inclinato che permetteva risolvere il problema della differente quota delle due sponde, la sinistra più bassa della destra, e ha fatto si che gli archi avessero differenti altezze e luci. Gli archi erano sostenuti da pilastri, ad eccezione del primo che poggiava su un pilastro sulla riva sinistra, che aveva una finestra di scarico nella parte superiore. In condizioni normali del fiume, l'acqua passava sotto il secondo arco, mentre in condizioni estreme occupava tutti i sei occhi.
Agli inizi del XXI secolo si conservavano solo l'arco sulla riva sinistra e l'arco sulla riva destra del fiume. 
Quello sulla riva sinistra, situato a Álava, ha una luce di 20,40 metri e un'altezza libera di passaggio di 11,90 metri. Quello di destra, situato nella Rioja, ha una luce di 10,20 metri e un'altezza libera di passaggio di 10,20 metri. Questo arco, il cosiddetto "primo" condivideva il pilastro con il "secondo", l'arco centrale, che ora è scomparso, probabilmente a causa di un brillamento intenzionale che ha danneggiato il pilastro (ha subito una torsione di circa 6 o 7,º e una lacerazione verticale circa lungo l'asse). Nel 2019 era previsto di realizzare opere di consolidamento e posteriore monitoraggio, sia nel pilastro danneggiato sia del primo arco.
Il 24 gennaio 2021 l'arco della riva destra, quello situato nel La Rioja, è crollato nel corso di un'esondazione dell'Ebro. Al momento dell'incidente il municipio di Logroño aveva avviato una gara d'appalto per le opere di consolidamento.

## Datazione

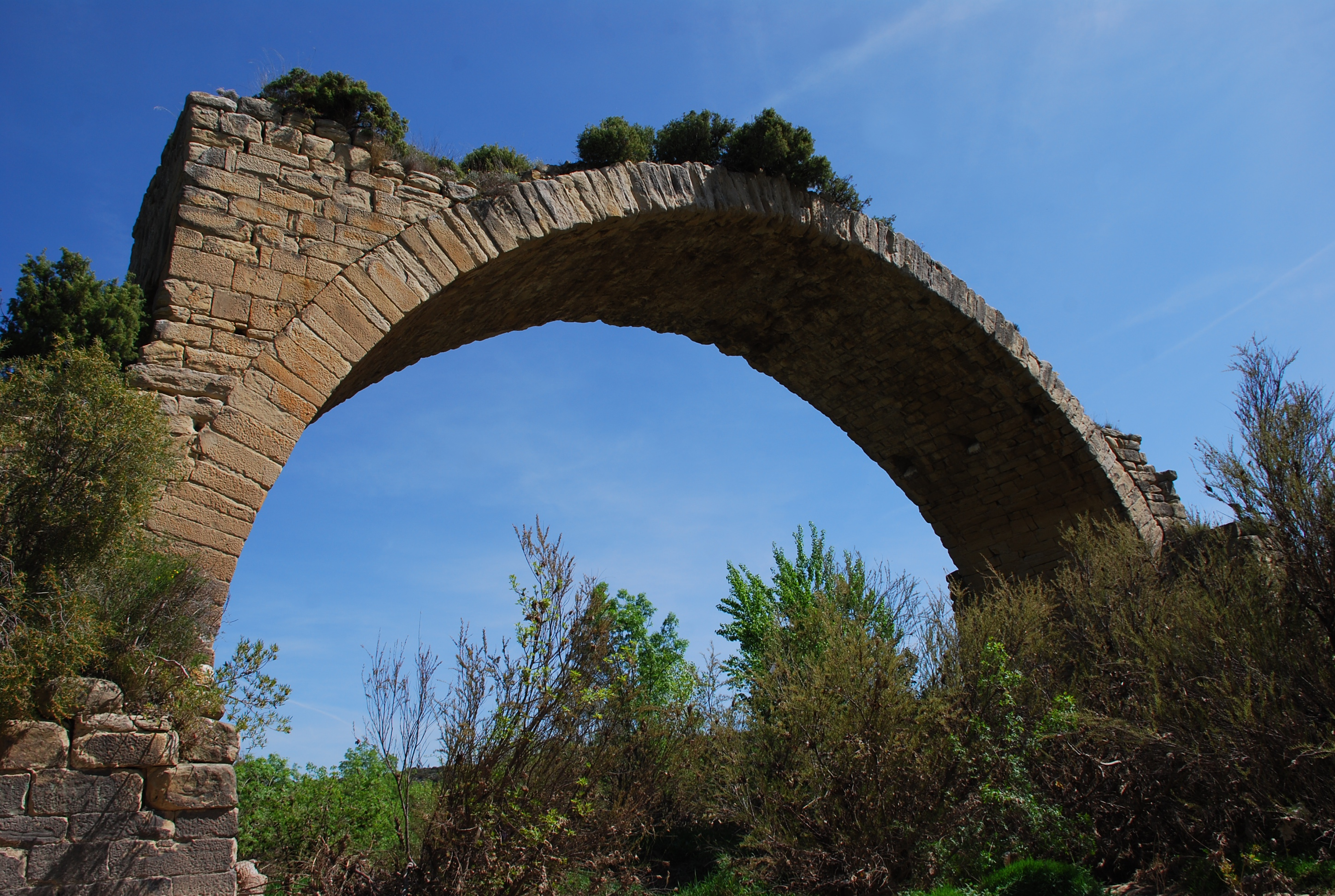
Arco del ponte nella riva alavesa.

Manuel A. Martín Buono e José Gabriel Moya Valgañón, come altri autori, classificano questo ponte come ponte romano, e lo datano intorno al II secolo d.C. Ciò nonostante, attualmente sappiamo che questo non è certo. Isaac Moreno Gallo, dopo aver paragonato le caratteristiche strutturali di questo ponte con quello del Puente la Reina (Navarra), arriva alla conclusione che si tratti di un ponte medioevale. Entrambi i ponti sono stati costruiti nel XI secolo per unire due città del poderoso regno medioevale, Nájera e Pamplona, ed è possibile che le sue fabbriche fossero opera delle stesse persone.